# Poser
 (juillet 2023).
Si vous disposez d'ouvrages ou d'articles de référence ou si vous connaissez des sites web de qualité traitant du thème abordé ici, merci de compléter l'article en donnant les références utiles à sa vérifiabilité et en les liant à la section « Notes et références ».
Poser (prononcer « Pozeur ») est un logiciel 3D développé par la société Smith Micro. Il en est à sa version 10 en commercialisation et est disponible en français pour Mac et Windows. Son sujet concerne principalement la modélisation et la mise en situation de personnages et animaux, il est également possible d'y mettre en place divers éléments de décors et objets, afin de créer entièrement une ambiance. Les éléments créés et modifiés peuvent être exportés dans d'autres logiciels tels que 3DS, Autodesk Maya, Softimage XSI, Bryce 3D, Cinema 4D et Blender. Il permet également d'animer les divers personnages, et depuis la version 5, la gestion des vêtements et des cheveux est dynamique.
Ce logiciel est doté d'une interface de programmation en langage Python, qui permet de créer des scripts dans le but d'étendre ses fonctionnalités.
La mise à disposition de ce type de logiciel a engendré un nouveau type d'activité individuelle : l'artiste 3D. Le grand nombre de ces utilisateurs a donné lieu à un véritable foisonnement de sites destinés à mettre en vente des modèles pour Poser.
Ces modèles qui peuvent être importés et animés dans Poser sont principalement des personnages, comme Victoria, Michael, Aiko, Appollo Maximus, Terai Yuki pour ne citer que les plus connus. Étant en constante évolution, tant au niveau de leur réalisme que de leurs textures, ils permettent aujourd'hui à Poser d'obtenir des rendus d'une très grande qualité et d’un haut niveau de perfection.
Il est même possible de créer ses propres personnages, vêtements, objets avec des textures « faites maison ». Incontournable si l'on veut créer des personnages 3D réalistes sans devoir les modéliser à partir de zéro.
Les autres logiciels qui ont pour but d'animer des personnages dans le même esprit que Poser, sont DAZ Studio, Quidam et MakeHuman.
Actuellement, Poser est le logiciel le plus performant pour réaliser les animations des avatars dans Second Life, en produisant des fichiers au format  BVH. À ce titre, il est référencé dans le guide officiel de la société Linden Lab créatrice de ce métavers.
Ce logiciel se compose de deux versions, une version standard et une version "pro", qui contient le plugin Poser fusion et qui permet d'exporter les scènes pz3 vers Autodesk Maya, 3ds Max et Cinema 4D. La version "pro" propose aussi quelques fonctionnalités de plus que la standard.
Curious Labs est depuis devenue e-Frontier.
Exemples d'images réalisées sous Poser, version 7 :

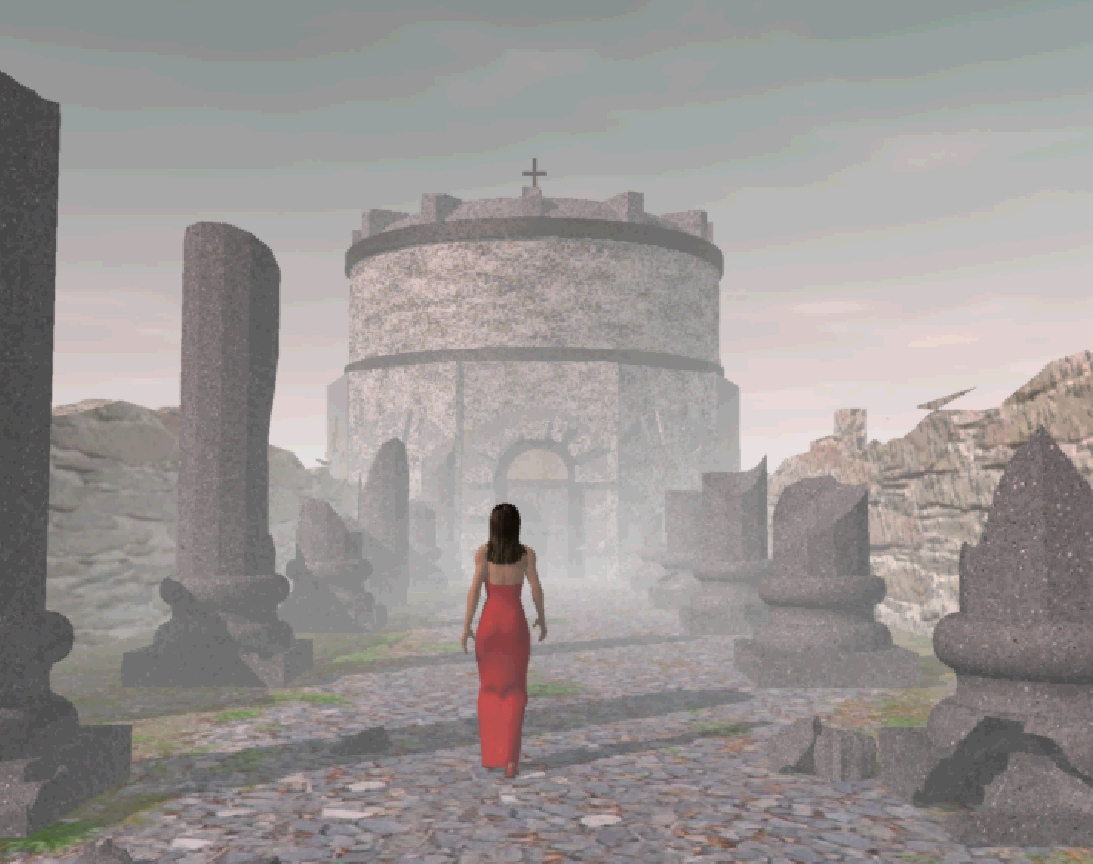
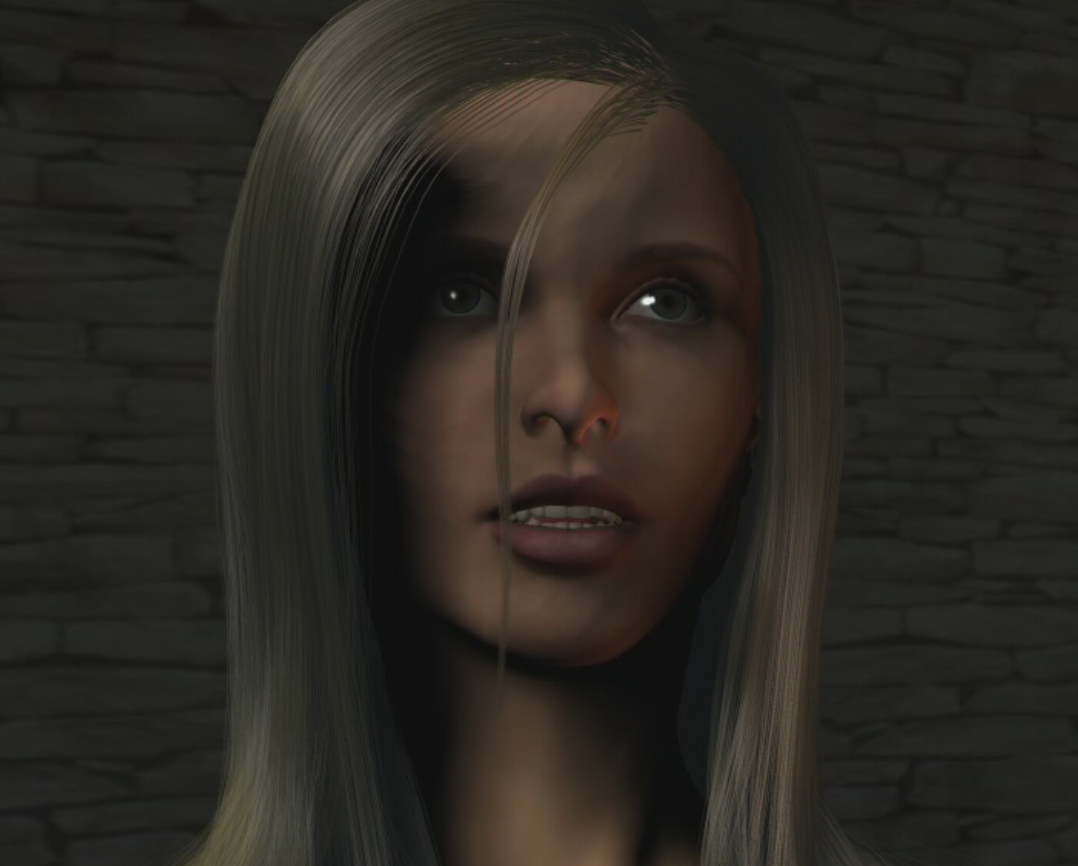